# هيو نيلسون
هيو نيلسون (بالإنجليزية: Hugh Nelson)‏ هو دبلوماسي وقاضي وسياسي أمريكي، ولد في 30 سبتمبر 1768 في الولايات المتحدة، وتوفي في 18 مارس 1836 في نفس البلد. حزبياً، نشط في الحزب الجمهوري الديمقراطي.

## مناصب
- انتخب سفير.
- انتخب عضو مجلس نواب الولايات المتحدة عن ولاية فرجينيا.
- انتخب عضو مجلس ولاية فرجينيا.
- انتخب عضو مجلس النواب الأمريكي.